# آخرین شارکنادو
آخرین شارکنادو (به انگلیسی: The Last Sharknado) یک فیلم علمی تخیلی محصول سال ۲۰۱۸ آمریکا و ششمین و آخرین قسمت از مجموعه فیلم‌های شارکنادو محسوب می‌شود. این فیلم توسط آنتونی سی فرانته کارگردانی شد و ایان زیرینگ، تارا رید و کسی اسکربو نقش‌های خود را از قسمت‌های قبلی تکرار کردند. در این فیلم، فین و باند از سفر در زمان استفاده می‌کنند تا از وقوع کوسه‌ها در تاریخ جلوگیری کنند. این فیلم به‌طور کلی نقدهای منفی دریافت کرد.